# Polonuevo
Polonuevo è un comune della Colombia facente parte del dipartimento dell'Atlantico.
Il centro abitato venne fondato da Teresa de Cortinez de Ayala nel 1758, mentre l'istituzione del comune è del 1893.